# Ранчітос-дел-Норте (Техас)
Ранчітос-дел-Норте (англ. Ranchitos del Norte) — переписна місцевість (CDP) в США, в окрузі Старр штату Техас. Населення — 214 особи (2020).

## Географія
Ранчітос-дел-Норте розташований за координатами 26°24′1″ пн. ш. 98°52′17″ зх. д. / 26.40028° пн. ш. 98.87139° зх. д. (26.400351, -98.871492).  За даними Бюро перепису населення США в 2010 році переписна місцевість мала площу 1,06 км², уся площа — суходіл.

## Демографія
Згідно з переписом 2010 року, у переписній місцевості мешкало 112 осіб у 31 домогосподарстві у складі 27 родин. Густота населення становила 106 осіб/км².  Було 33 помешкання (31/км²).
Расовий склад населення:
| - 95,5 % — білих - 4,5 % — осіб інших рас |

До двох чи більше рас належало 0,0 %. Частка іспаномовних становила 100,0 % від усіх жителів.
За віковим діапазоном населення розподілялося таким чином: 41,1 % — особи молодші 18 років, 51,8 % — особи у віці 18—64 років, 7,1 % — особи у віці 65 років та старші. Медіана віку мешканця становила 25,5 року. На 100 осіб жіночої статі у переписній місцевості припадало 89,8 чоловіків;  на 100 жінок у віці від 18 років та старших — 88,6 чоловіків також старших 18 років.
Цивільне працевлаштоване населення становило 0 осіб. 